# Pieve d'Alpago
Pieve d'Alpago és un antic municipi italià, dins de la província de Belluno. L'any 2007 tenia 2.025 habitants. Limitava amb els municipis de Chies d'Alpago, Claut (PN), Erto e Casso (PN), Ponte nelle Alpi, Puos d'Alpago i Soverzene.
El 21 de febrer de 2016 es va unir amb el municipi de Farra d'Alpago i Puos d'Alpago creant així el nou municipi d'Alpago, del qual actualment és una frazione.

## Administració
| Període | Identitat        | Partit        |
| ------- | ---------------- | ------------- |
| 2004-   | Erminio Mazzucco | Llista cívica |